# Shocking Lemon
Shocking Lemon fue una banda rock indie japonesa formada en 1993. Sus éxitos más conocidos fueron "Inner Light" y "Under Star" por ser temas principales de la serie animada "Hajime no Ippo" (Fighting Spirit, Espíritu de Lucha). Durante su carrera lanzaron 3 álbumes, 4 miniálbumes y 6 singles. Sus seguidores afirman que el grupo estaba mayormente influenciado por grupos de rock británico como The Smiths tanto en su música como en el arte de sus discos. 
A pesar de las buenas críticas que recibió en general la banda, Shocking Lemon nunca logró tener demasiados seguidores, por lo que ha sido llamada por muchos como una de las bandas más subestimadas de Japón. En tierras niponas, Shocking Lemon tuvo muy poca popularidad, lo que puede haberse debido a la casi nula promoción que tenían los lanzamientos de la banda; por lo que ninguno de sus álbumes y sencillos logró ingresar en las listas del Ranking Oricon.
Shocking lemon se separó el año 2007, y unos días después se cerró su sitio web. Poco tiempo antes de la separación, el guitarrista y vocalista Hideki Taniuchi comenzó a trabajar como solista creando bandas sonoras de series animadas como Death Note, Kaiji, Real Drive, Otogi Zoshi, Aoi Bungaku Series y Tohai Densetu Akagi -Yamini Maiorita Tensai-. Su trabajo como solista ha sido ampliamente reconocido y continúa hasta el día de hoy.

## Integrantes
- Takahiko Ogino (Voz)
- Makoto Sakata (Bajo)
- Hideki Taniuchi (Guitarra y voces)
- Toshiki Shimizu (Batería)

## Discografía

### Álbumes
- 1999 Denimhead
- 2001 Sometimes Alone
- 2007 Solvent Echo

### Miniálbumes
- 1996 Nothing
- 1999 Blue Room
- 2000 Sound of Ash
- 2003 Everything in My Life

### Sencillos
- 1997 Marshmallow Bomb
- 1999 Pastel Room
- 2000 Under Star
- 2001 Inner Light
- 2006 Vain World
- 2006 Just Like Beginning

### Demos
- 1998 95-97